# Karl Wilhelm Ludwig Heyse
Karl Wilhelm Ludwig Heyse, född den 15 oktober 1797 i Oldenburg, död den 25 november 1855 i Berlin, var en tysk språkforskare, son till Johann Christian August Heyse, far till Paul Johann Ludwig Heyse.
Heyse, som var extra ordinarie professor i filosofi vid Berlins universitet, reviderade flera nya upplagor av sin fars skrifter, bland annat den av sonen väsentligt omarbetade Ausführliches Lehrbuch der deutschen Sprache (2 band, 1838–49) och den av honom utgivna Handwörterbuch der deutschen Sprache (3 band, 1833–49). Postumt utkom System der Sprachwissenschaft (1856).